# Byåsen Toppfotball
Il Byåsen Toppfotball è una società calcistica norvegese con sede nella città di Trondheim. Milita nella 3. divisjon, quarta divisione del campionato norvegese.

## Storia
Il Byåsen milita nella 2. divisjon, a seguito della retrocessione dalla 1. divisjon del 2001. L'anno precedente, il club chiuse al 12º posto in classifica, ma evitò la retrocessione grazie all'ampliamento del campionato, che passò da 12 a 16 squadre.

## Allenatori
- 1996-1998  Jan Halvor Halvorsen
- 1999-2000  Per Joar Hansen
- 2013  Roger Naustan[1]
- 2014-oggi  Finn Magnus Johannessen[2]

## Palmarès

### Altri piazzamenti
- 2. divisjon:

Secondo posto: 2002 (gruppo 4), 2011 (gruppo 1), 2014 (gruppo 2)

## Organico

### Rosa 2013
Rosa aggiornata al 9 aprile 2013.
| N. |                     | Ruolo | Calciatore      |
| -- | ------------------- | ----- | --------------- |
| 1  | Norvegia (bandiera) | P     | Andre Tronsetås |
| 2  | Norvegia (bandiera) | D     | Bent Johansen   |
| 3  | Norvegia (bandiera) | D     | Marius Dalsaune |
| 4  | Norvegia (bandiera) | D     | Håvard Karlsen  |
| 5  | Norvegia (bandiera) | C     | Ole Gunnar Øien |
| 6  | Norvegia (bandiera) | C     | Daniel Kvande   |
| 7  | Norvegia (bandiera) | C     | Ståle Haugen    |
| 8  | Norvegia (bandiera) | A     | Adrian Andresen |
| 9  | Norvegia (bandiera) | C     | Espen Sødahl    |

| N. |                     | Ruolo | Calciatore               |
| -- | ------------------- | ----- | ------------------------ |
| 10 | Norvegia (bandiera) | A     | Torgeir Dahle            |
| 11 | Norvegia (bandiera) | A     | Ørjan Børmark-By         |
| 15 | Norvegia (bandiera) | C     | Lars Martin Husby        |
| 16 | Norvegia (bandiera) | D     | Petter Høvik             |
| 18 | Norvegia (bandiera) | A     | Jonathan Rinne           |
| 20 | Norvegia (bandiera) | D     | Christoffer Aasbakk      |
| 21 | Norvegia (bandiera) | C     | Finn-Magnus Johannessen  |
| 22 | Norvegia (bandiera) | D     | Øyvind Alseth            |
| 27 | Norvegia (bandiera) | P     | Christopher Lund Tronhus |